# Čista marža
Čista marža, neto profit (dobit), neto profitna marža ili koeficijent neto profita je mera profitabilnosti. Izračunava se tako što se izračuna neto profit kao procenat prihoda.
{\displaystyle {\text{neto profitna marža}}={{\text{neto profit}} \over {\text{prihod}}}}
Dobit je prihod minus trošak.

## Pregled
Čista marža se izračunava koristeći prodajnu cenu(ili prihod) kao osnovu pomnoženu sa 100. To je procenat prodajne cene koja se pretvara u profit, dok je "procenat profita" ili "marža" procenat cene koštanja koji se dobija kao profit povrh cene koštanja. Prilikom prodaje nečega treba znati koji procenat profita će se dobiti na određenoj investiciji, tako da kompanije računaju procenat profita kako bi ustanovili odnos profita i troškova.
Čista marža se uglavnom koristi za interno poređenje. Teško je precizno upoređivati koeficijent neto profita za različite entitete. Poslovanja i finansijski aranžmani pojedinačnih preduzeća variraju toliko da različiti entiteti imaju različite nivoe troškova, tako da upoređivanje jednog sa drugim nema mnogo smisla. Niska profitna marža ukazuje na nisku marginu sigurnosti: veći rizik da će pad prodaje umanjiti profit i rezultirati u neto gubitku ili negativnoj marži.
Čista marža je indikator cenovnih strategija kompanije i koliko dobro kontroliše troškove. Razlike u konkurentskoj strategiji i miks proizvoda uzrokuju variranje čiste marže između različitih kompanija.
- Ako investitor ostvari 10 dolara prihoda i koštalo ga je 1 dolar da ga zaradi, kada oduzme troškove ostaje sa maržom od 90%. Ostvario je 900% profita na njegovu investiciju od 1 dolar.
- Ako investitor ostvari 10 dolara prihoda i koštalo ga je 5 dolara da ga zaradi, kada oduzme troškove ostaje sa maržom od 50%. Ostvario je 100% profita na njegovu investiciju od 5 dolara.
- Ako investitor ostvari 10 dolara prihoda i koštalo ga je 9 dolara da ga zaradi, kada oduzme troškove ostaje sa maržom od 10%. Ostvario je 11,11% profita na njegovu investiciju od 9 dolara.

## Procenat profita
S druge strane, procenat profita se izračunava koristeći cenu koštanja kao osnovu.
{\displaystyle {\text{procenat profita}}={{\text{neto profit}} \over {\text{cena koštanja}}}*100\%}
Pretpostavimo da je nešto kupljeno za 50 dolara i onda prodato za 100 dolara.
Cena koštanja = 50 dolara
Prodajna cena (prihod) = 100 dolara
Profit = 100 − 50 = 50 dolara
Procenat profita (profit podeljen sa troškovima) = 50/50 = 100%
Višestruki povrat investicija = 50 / 50 (profit podeljen sa troškovima).
Ako je prihod isti kao trošak, procenat profita iznosi 0%. Rezultat iznad ili ispod 100% može se izračunati kao procenat povraćaja investicije. U ovom primeru, povraćaj investicije je višestruki iznos od 0.5 investicije, što rezultira sa 50% dobitkom.